# Lipovník (Rožňava)
Lipovník, ungarisch Hárskút ist eine Gemeinde im Osten der Slowakei mit 509 Einwohnern (Stand 31. Dezember 2024), die zum Okres Rožňava, einem Teil des Košický kraj, gehört.

## Geographie

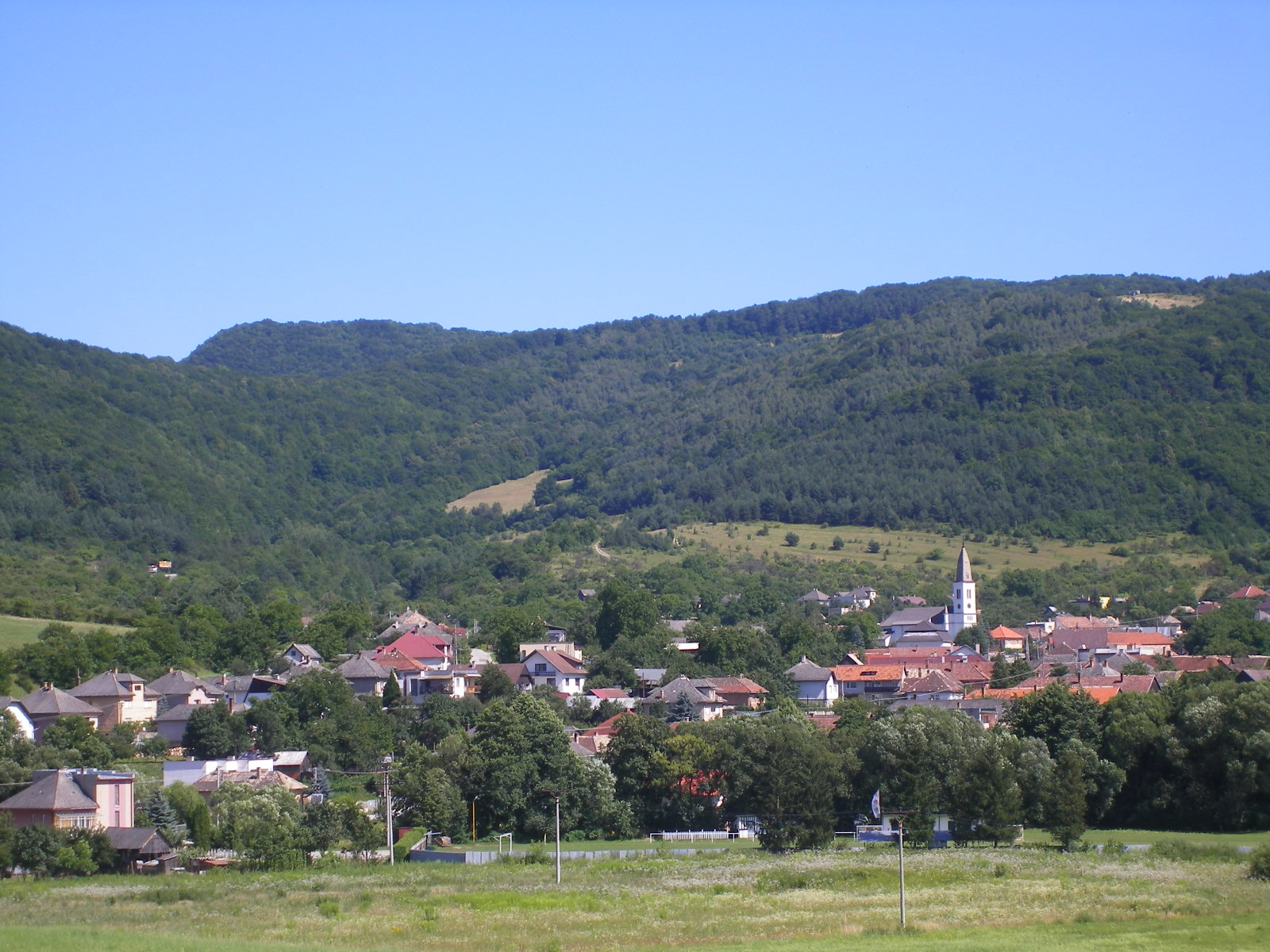
Blic auf Lipovník

Die Gemeinde befindet sich im Gebiet des Slowakischen Karstes, als östlichstes Dorf des Talkessels Rožňavská kotlina, unterhalb des Sattels Jablonovské sedlo (auch Soroška genannt). Unmittelbar südlich des Ortes steigt das Gelände in das Karstplateau Silická planina. Durch den westlichen Ortsrand fließt der Bach Čremošná. Das Ortszentrum liegt auf einer Höhe von 364 m n.m. und ist acht Kilometer von Rožňava entfernt.
Nachbargemeinden sind Krásnohorské Podhradie im Norden, Drnava im Nordosten und Osten, Jablonov nad Turňou im Südosten, Hrušov im Süden und Krásnohorská Dlhá Lúka im Westen.

## Geschichte

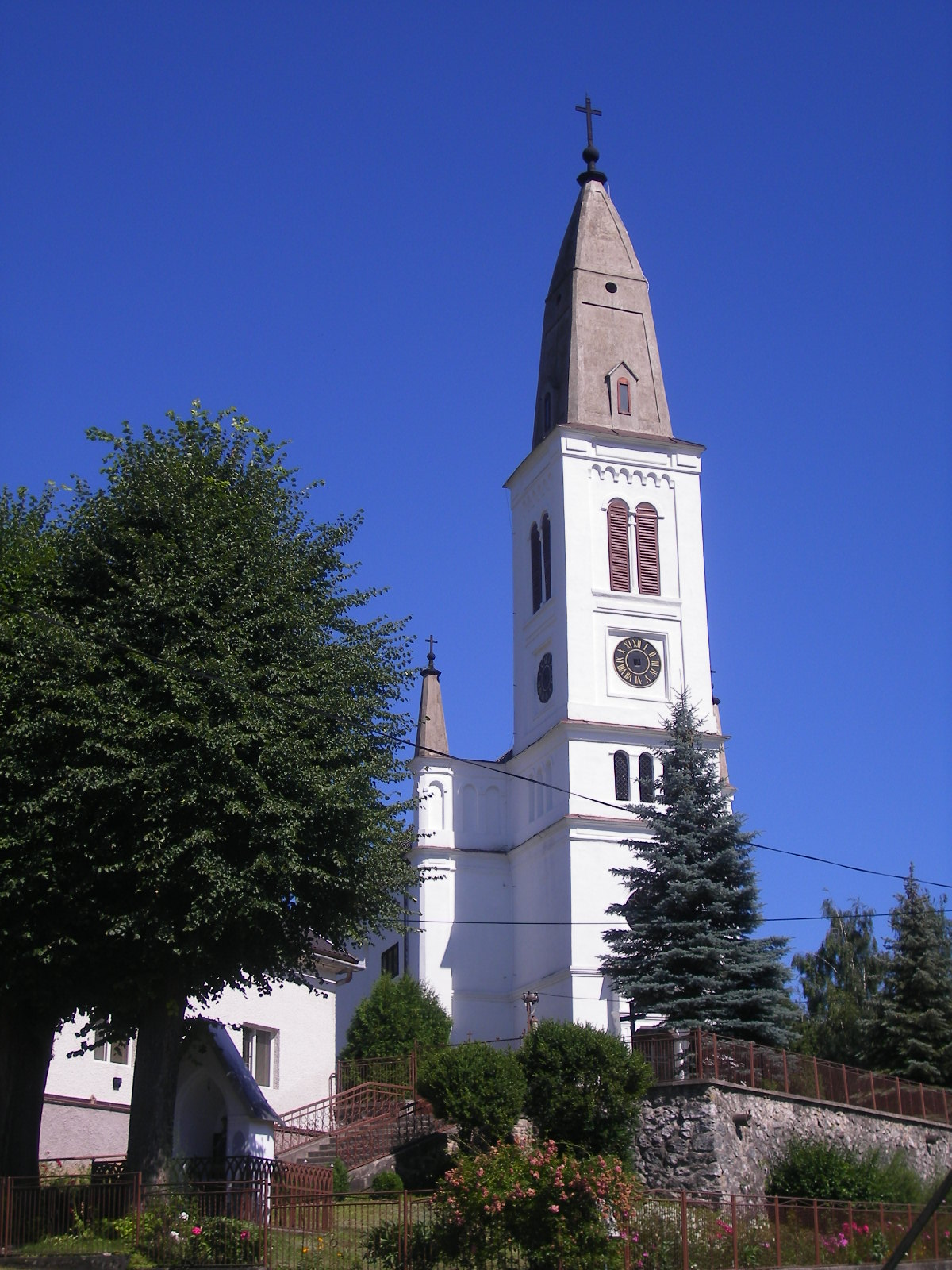
Kirche im Ort

Lipovník wurde zum ersten Mal 1364 als Korna Lypa schriftlich erwähnt und entstand als Besitz einer 1141 gegründeten Zisterzienserabtei, die im 15. Jahrhundert aufgelöst wurde. Am Anfang des 15. Jahrhunderts besaß das Geschlecht Bebek 30 Porta im Ort. Ab dem 17. Jahrhundert lag Lipovník im Herrschaftsgebiet der Burg Krásna Hôrka. 1828 zählte man 109 Häuser und 876 Einwohner, die als Landwirte und Obstbauern beschäftigt waren.
Bis 1918/1919 gehörte der im Komitat Gemer und Kleinhont liegende Ort zum Königreich Ungarn und kam danach zur Tschechoslowakei beziehungsweise heute Slowakei. Den amtlichen slowakischen Namen Lipovník erhielt die Gemeinde 1927. 1938 bis 1945 war er auf Grund des Ersten Wiener Schiedsspruchs noch einmal Teil Ungarns.

## Bevölkerung
| Jahr                | 1994 | 2004    | 2014    | 2024    |
| ------------------- | ---- | ------- | ------- | ------- |
| Anzahl der Personen | 561  | 520     | 493     | 509     |
| Unterschied         |      | −7,30 % | −5,19 % | +3,24 % |

| Jahr                | 2023 | 2024    |
| ------------------- | ---- | ------- |
| Anzahl der Personen | 516  | 509     |
| Unterschied         |      | −1,35 % |

Nach der Volkszählung 2011 wohnten in Lipovník 511 Einwohner, davon 381 Magyaren, 117 Slowaken, drei Tschechen sowie jeweils ein Deutscher, Pole und Rom. Sieben Einwohner machten keine Angabe zur Ethnie.
412 Einwohner bekannten sich zur römisch-katholischen Kirche, 27 Einwohner zur reformierten Kirche, 11 Einwohner zur Evangelischen Kirche A. B., neun Einwohner zur griechisch-katholischen Kirche, zwei Einwohner zur evangelisch-methodistischen Kirche und ein Einwohner zu den Zeugen Jehovas. 35 Einwohner waren konfessionslos und bei 14 Einwohnern wurde die Konfession nicht ermittelt.

## Bauwerke und Denkmäler
- römisch-katholische Johannes-der-Täufer-Kirche aus dem Anfang des 15. Jahrhunderts, erbaut an der Stelle einer romanischen Kirche
- Pfarrhof im spätbarocken Stil aus dem Jahr 1787

## Verkehr

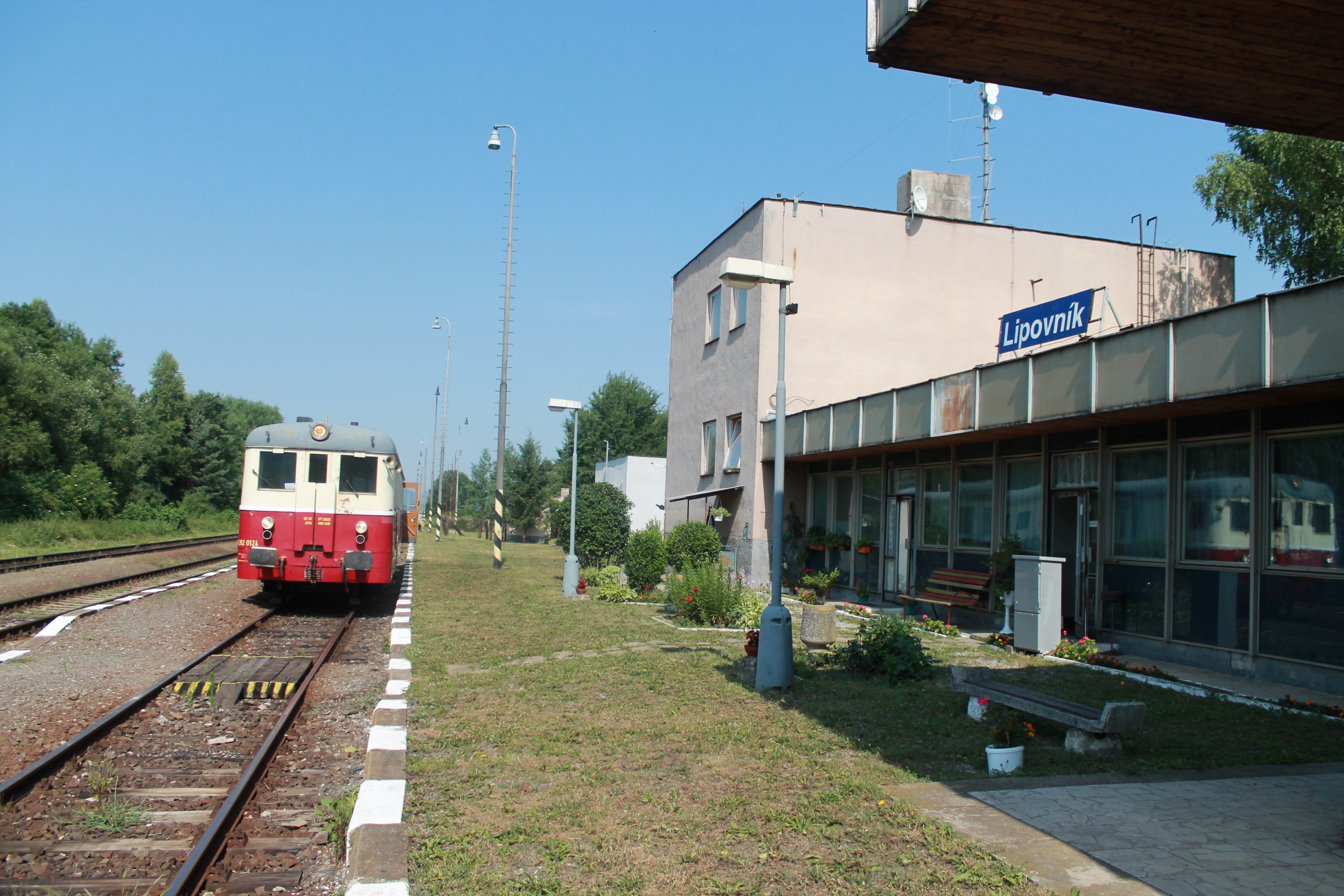
Bahnhof Lipovník

Bei Lipovník verläuft die Straße 1. Ordnung 16 zwischen Zvolen und Košice, hinauf durch den Sattel Jablonovské sedlo.
Anderthalb Kilometer außerhalb des Ortes liegt der Bahnhof Lipovník an der Bahnstrecke Košice-Barca–Rožňava, allerdings ohne regelmäßigen Personenverkehr. Die nächste Anbindung befindet sich im zehn Kilometer entfernten Bahnhof Rožňava.